# EUROGROOVE
EUROGROOVE（ユーログルーヴ）とは、小室哲哉による、日本の音楽を海外に進出させることを目的として1994年から1996年にかけて行われたプロジェクトである。
海外のダンス・ミュージックをJ-POPに翻訳したTRFの日本国内での成功を受けて、日本の文化を反映させたダンス・ミュージックを海外に発信するために開始された。このプロジェクトでリリースされた曲は、1990年代初頭からヨーロッパ諸国を中心に流行し始めたユーロダンス系の曲が多いのが特徴である。EUROGROOVEは多国籍かつ流動的なメンバーでダンス・ミュージックを制作する体制を取っていたが、音楽のグローバル化が進んでいない当時としては珍しい体制であり、今日のEDMの音楽ユニットと似た活動形態でもあった。

## 概要
「日本製の音楽はなぜ輸出できないのか」という疑問を解き明かし、欧米進出を図るために結成された。
「郷に入っては郷に従え」の精神で歌詞の言い回しもその時のヨーロッパの流行りに合わせられる様に現地の作詞家を起用し、ボーカルも楽曲毎に変え、小室のオリジナル楽曲をイギリスの制作チームにリミックスさせて、海外の色に染める等、売り込む対象となった国の歌手やアレンジャーを起用して自身の音楽を制作して売り込む手法を採用した。アルバムはEUROGROOVEの楽曲と本場の楽曲が同時収録されたコンピレーション・アルバムで発売され、楽曲を比較しても、クオリティ面では同等である事を示す様にし、「# oo」と2桁以上続けて出す構想もあった。
日本での展開・フィーチャリング形式で構成されたグループの将来を考え、お互いのA&Rを充実させる為に小室は2ヶ月に1回ミーティングの為だけにロンドンに行き、「日本のアーティストが海外進出する為の窓口」「日本のアーティストが海外進出する場合は向こうのプロデューサーに作ってもらい、逆に海外のアーティストを日本で売る場合は小室がプロデュースする制作活動」を目指した。
必然的にグローバル化への挑戦となったが、EUROGROOVEが活動した1990年代前半はインターネット商用化直前の時代であり、こうした制作活動に高いコストが掛かった上に、世界的に異文化への理解も進んでいなかった。

## プロジェクトの推移
当初は小室とDJ KOOに、KINOS系のフリー・ヴォーカリストという編成でスタートし、TRFの「BILLIONAIRE」ツアー終了後の時間にクラブツアー「EUROGROOVE NIGHT」が全国15ヶ所で1994年9月14日～1994年10月24日まで開催された。コンセプトはそのまま「TRFのコンサートの二軍」という構想だった。同ツアーの司会を務めていたのはマーク・パンサー。そしてヴォーカルオーディションに参加していたのがKEIKOであった。
現在GTSと共に大活躍のメロディー・セクストンなどの、フリー・ヴォーカリストがダンスフロアで活躍するきっかけとなった。
楽曲が最初にヨーロッパの中でレーベルの目にとまったのはイタリアである。ARIESレーベルで『SCAN ME』のプロモ盤が作られたのが、EUROGROOVEの海外進出第一弾となった。
その後ヨーロッパで正式に再デビューを果たし、『It's on you（Scan Me）』でイギリスのナショナルチャートでもランク入りを果たした（シカゴ・ハウスのFELIX DA HOUSECATのリミックス）。
しかし、FELIX DA HOUSECATのトラックが注目されてのヒットは、「イギリス経由でNYに流行を発信し、西海岸を経て東京へ戻す」と言う小室の考えていた世界一周のベクトルとは逆方向だった。その後、小室哲哉の海外戦略のベクトルはアメリカのみへとシフトし、日本国内における小室ブームの始まりと共に小室本人が多忙になり、このプロジェクトは終了した。
EUROGROOVEの盤はヨーロッパ各国とアメリカ、カナダなどでサンプル盤が作られていて、小室作品の中でもレア物が多い。
ちなみに日本では、フジテレビのF1グランプリ中継のエンディングテーマとして使われていた『Let's Go』（当初は小室個人の名義で発表された器楽曲だったが、シーズン途中からヴォーカルが入ったバージョンに切り替えられ、曲のクレジットもEUROGROOVEとなった）が有名である。
数年間の活動の集大成として1995年のクリスマスに「THE BEST OF EUROGROOVE NON-STOP MIX」を発売し、以後はユニット自体が自然消滅した。このベスト・アルバムのアレンジは海外向けアレンジとなっている。
イギリスでは1996年にAVEX UKからEUROGROOVEの曲のみを収録したアルバムである『In The Groove』と『United Nations Of Remixing』がリリースされている。これらは、日本国内で発売された作品とはアレンジが全く異なっており、力強い本場のダンス・サウンドに改められている。これらの海外盤は日本国内では未発売である。
小室は2015年に「TRFが売れたご褒美でやらせてもらった企画」「究極の趣味としてのプロジェクト」と振り返っている。

## ディスコグラフィ

### シングル
1. MOVE YOUR BODY BABY（1994年8月3日）EUROGROOVE feat. FINAL TOUCH
2. DIVE TO PARADISE（1994年11月2日）EUROGROOVE feat. SILVIA
3. rescue me（1995年2月1日）EUROGROOVE guest vocal DANNI MINOGUE
4. RESCUE ME〜奪回愛恋〜（1995年2月8日）EUROGROOVE featuring CUILING
5. BOOGIE WOOGIE（1995年6月21日）EUROGROOVE guest vocal DANNI MINOGUE
6. Let's Go（1995年10月18日）

### アルバム
1. EUROGROOVE #01 （1994年6月29日）
2. EUROGROOVE #02 （1994年10月5日）
3. EUROGROOVE #03 （1995年3月22日）
4. EUROGROOVE #04 （1995年8月23日）

### ベスト・アルバム
1. THE BEST OF EUROGROOVE NON-STOP MIX （1995年12月25日）

### 海外盤
以下はプロデューサーチーム「FKB」によってヨーロッパ向けにリメイクされた楽曲。
- MOVE YOUR BODY
- DIVE TO PARADISE
- RESCUE ME
- BOOGIE WOOGIE
- BE HAPPY
- DON'T KEEP ME HANGIN' ON

以下は上記楽曲が収録されたCD盤。
- 2 COMPACT DISC PACK－IN THE GROOVE / UNITED NATIONS OF REMIXING
- 他多数